# Xã Suez, Quận Mercer, Illinois
Xã Suez (tiếng Anh: Suez Township) là một xã thuộc quận Mercer, tiểu bang Illinois, Hoa Kỳ. Năm 2010, dân số của xã này là 595 người.